# Vlag van Saskatchewan

Vlag van Saskatchewan (ratio 1:2)

De vlag van Saskatchewan werd officieel aangenomen op 22 september 1969. De vlag heeft twee gelijke horizontale banen in groen (boven) en geel. In de bovenste baan staat aan de linkerkant het wapen van Saskatchewan. Aan de rechterkant staat een rode lelie. Het ontwerp, van de hand van Anthony Drake, is de winnende inzending van een ontwerpwedstrijd met ruim vierduizend inzendingen.
De groene baan staat voor het noorden van Saskatchewan, dat grotendeels uit bossen bestaat. De gele baan symboliseert het zuiden, waar prairies en akkerbouw het landschap domineren. De rode lelie is de 'provinciale bloem'.
Er is een rood luipaard in het gouden schildhoofd. Dit is een koninklijk symbool van Engeland, maar de kleuren zijn omgekeerd. Eronder zijn drie gouden schoven te zien op een groene achtergrond, die de landbouw van de provincie symboliseren.

Vlag van de luitenant-gouverneur

Voorafgaand aan de aanname van de huidige vlag had Saskatchewan geen eigen vlag. Hoewel men in de praktijk wellicht een Brits blauw vaandel met het provinciale wapen gebruikte, is een dergelijke vlag nooit officieel in gebruik geweest.
De luitenant-gouverneur van Saskatchewan, de vertegenwoordiger van de Canadese Kroon in de provincie, heeft een persoonlijke standaard waarop het gekroonde wapenschild van Saskatchewan op een blauwe achtergrond staat, omringd door tien esdoornbladeren die de tien Canadese provincies moeten symboliseren.